# Jenaer Glas
Jenaer Glas wird ein von Otto Schott im Jahre 1891 entwickeltes hitzebeständiges und chemisch resistentes Borosilikatglas genannt. Heute werden unter der Marke Jenaer Glas Haushaltswaren in Lizenz von der Zwiesel Kristallglas AG vertrieben. Unter der Marke Trendglas Jena führt die Csonka és Fiai GmbH die Produktion auf den Originalformen und Maschinen in Ungarn weiter.

## Geschichte

Markenzeichen ca. 1981

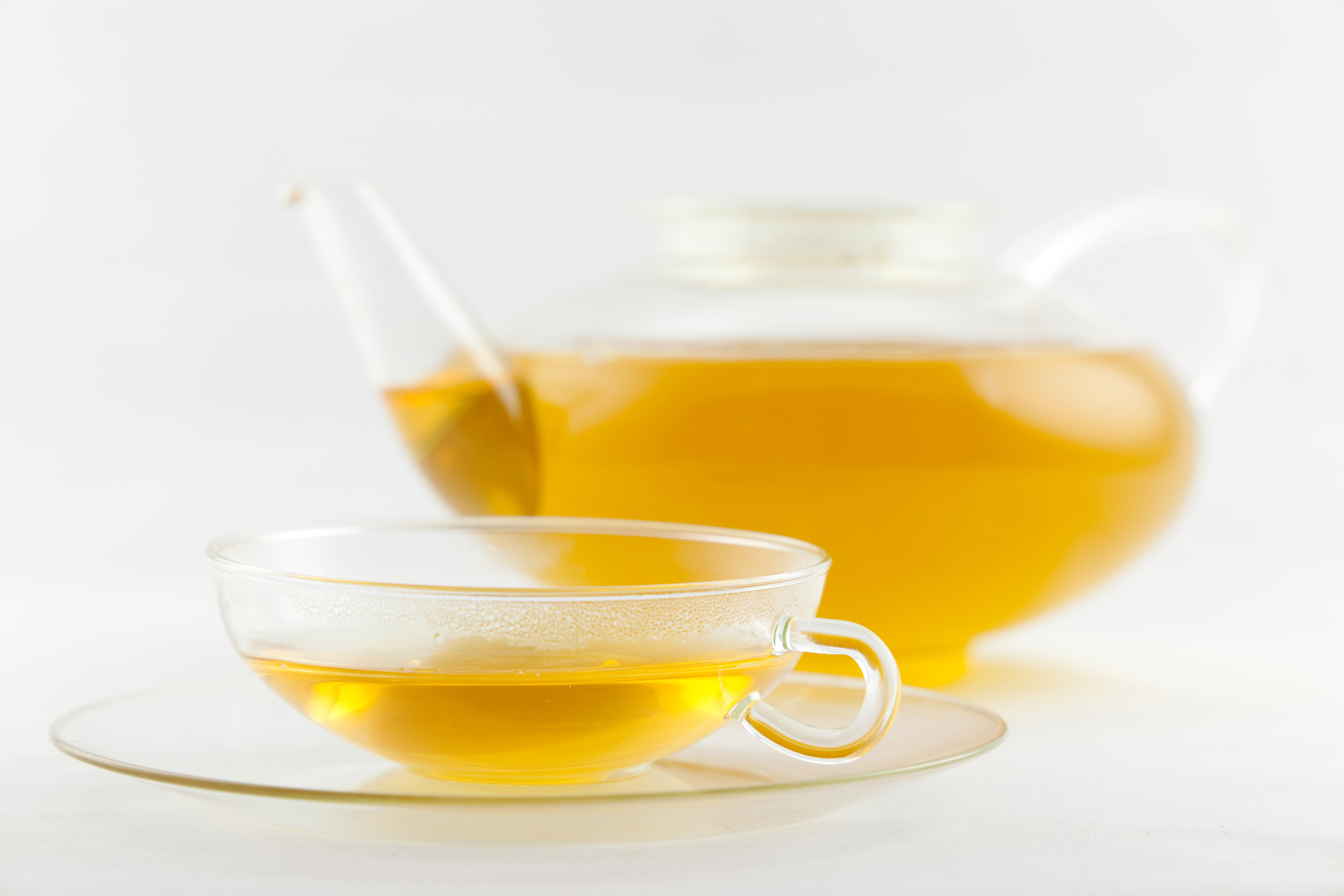
Wagenfeld Tasse & Kanne

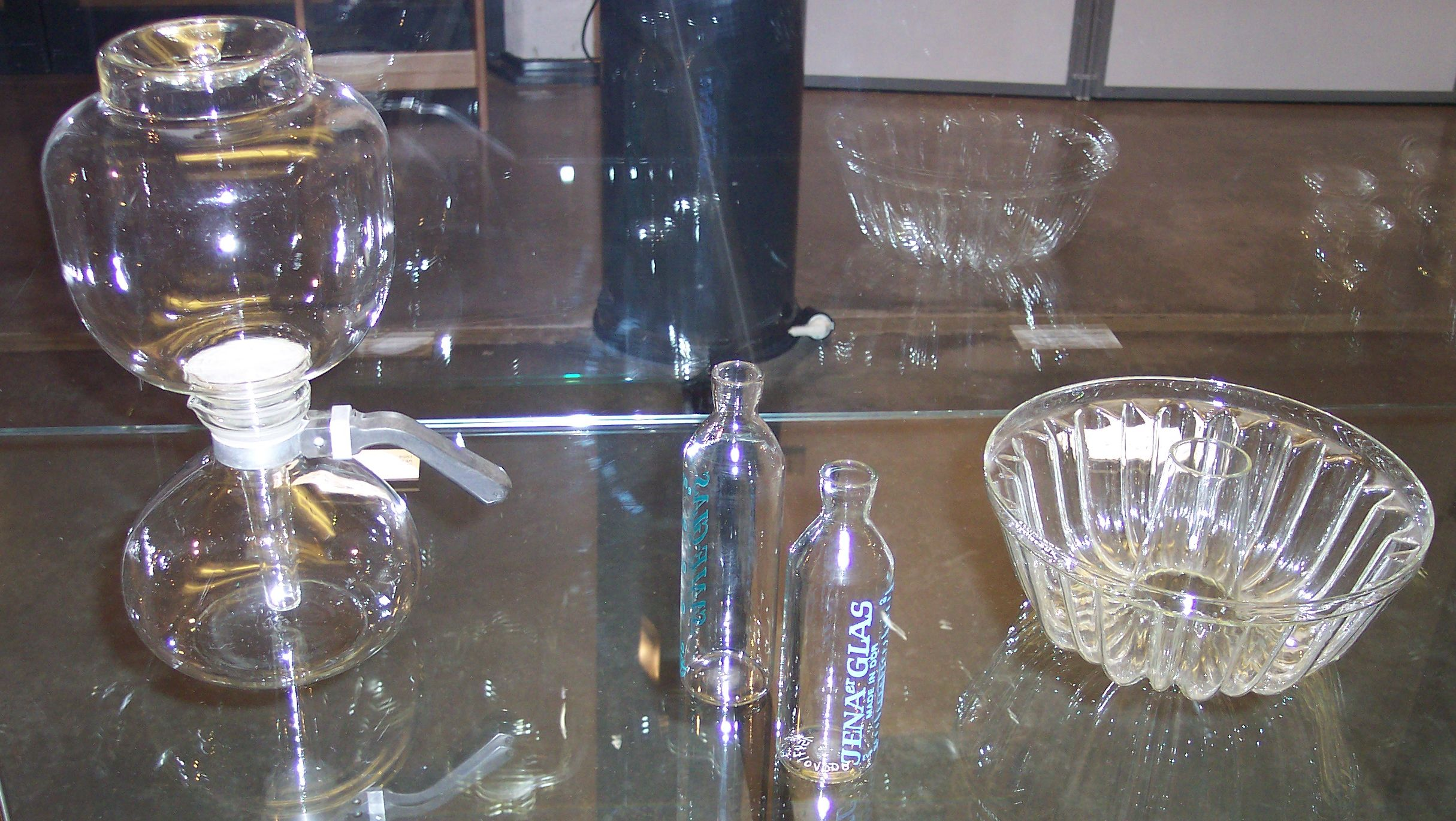
Beispiele für Produkte aus Jenaer Glas

Das „feuerfeste“ Gebrauchsglas wurde seit den 1920er-Jahren in Jena unter dem Markennamen JENAer GLAS produziert und vertrieben. Es fand sowohl in der Industrie als auch in Haushaltsgeräten Anwendung.
Bedeutende Gestalter wirkten seit den 1920er-Jahren an der Formgebung dieser Produkte mit: Gerhard Marcks, Wilhelm Wagenfeld, Heinrich Löffelhardt, Bruno Mauder, Ilse Decho und Hans Merz. Eine vom Bauhauskünstler László Moholy-Nagy initiierte Werbekampagne in den 1930er Jahren trug maßgeblich zum Erfolg bei.
In der DDR war Jenaer Glas ein gefragter Exportartikel in das Nichtsozialistische Wirtschaftsgebiet (NSW) und wertvoller Devisenbringer. Je nach Wunsch des Verkäufers wurde das Glas mit seinem Markenzeichen gekennzeichnet oder nur mit hitzebeständigem Glas, Jenaglas oder Schott-Mainz. Es gab Melitta Produkte aus Jenaer Glas, beispielsweise Melitta Teegläser sowie Kaffee- und Teekannen aus Jenaer Glas aus den 1950er, 1960er und 1970er Jahren. Ein Verkaufsschlager.
Mitte 2005 stellte die Schott AG die Produktion von Jenaer Glas am Gründungsstandort des Unternehmens in Jena ein, nachdem in den 1990er-Jahren noch mehrere Millionen Mark in eine neue Fertigungsstraße investiert worden waren. Der Schmelzofen wurde am 29. April 2005 abgelassen und stillgesetzt. Ende Mai 2005 wurde die Nachbearbeitung geschlossen.
Die Marke Jenaer Glas blieb im Besitz des Unternehmens, die Lizenz wurde zum 1. Januar 2006 an die Zwiesel Kristallglas AG vergeben, welche seitdem Produkte im Haushaltswarensegment unter der Marke vertreibt.
Die Csonka és Fiai GmbH war seit 1996 Partner der SCHOTT Jenaer Glas GmbH bei der Herstellung von hitzebeständigen Glasprodukten. Nachdem Schott die Fertigung von Haushaltsglas eingestellt hatte, gründete Csonka mit dem ehemaligen Leiter der Haushaltsglaswarenabteilung des Jenaer Glaswerks die Trendglas Jena GmbH und führt seit 2005 unter der Marke Trendglas Jena die Produktion von hitzebeständigen Haushaltsglaswaren auf den Originalformen und Maschinen des Jenaer Glaswerkes weiter. So wurde die Firma einer der größten Hersteller von hitzebeständigen Glasprodukten in Europa.

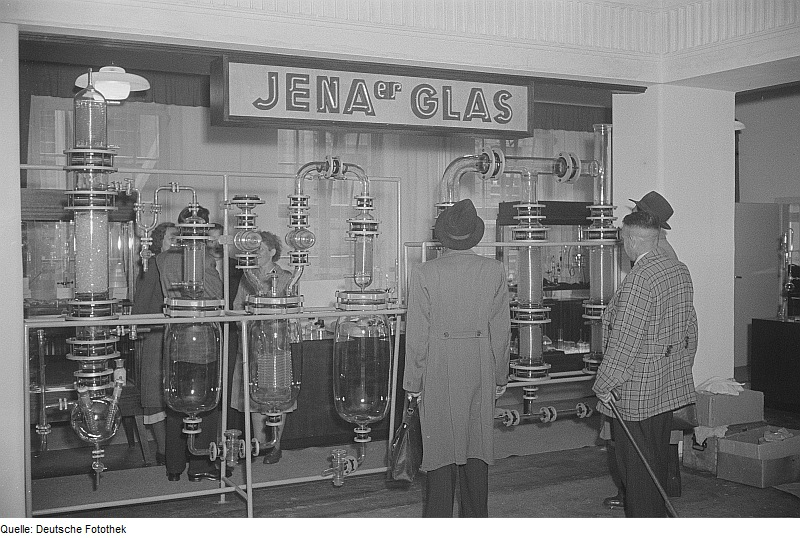
Stand von Jenaer Glas auf der Leipziger Messe (Rössing, Sep. 1952)
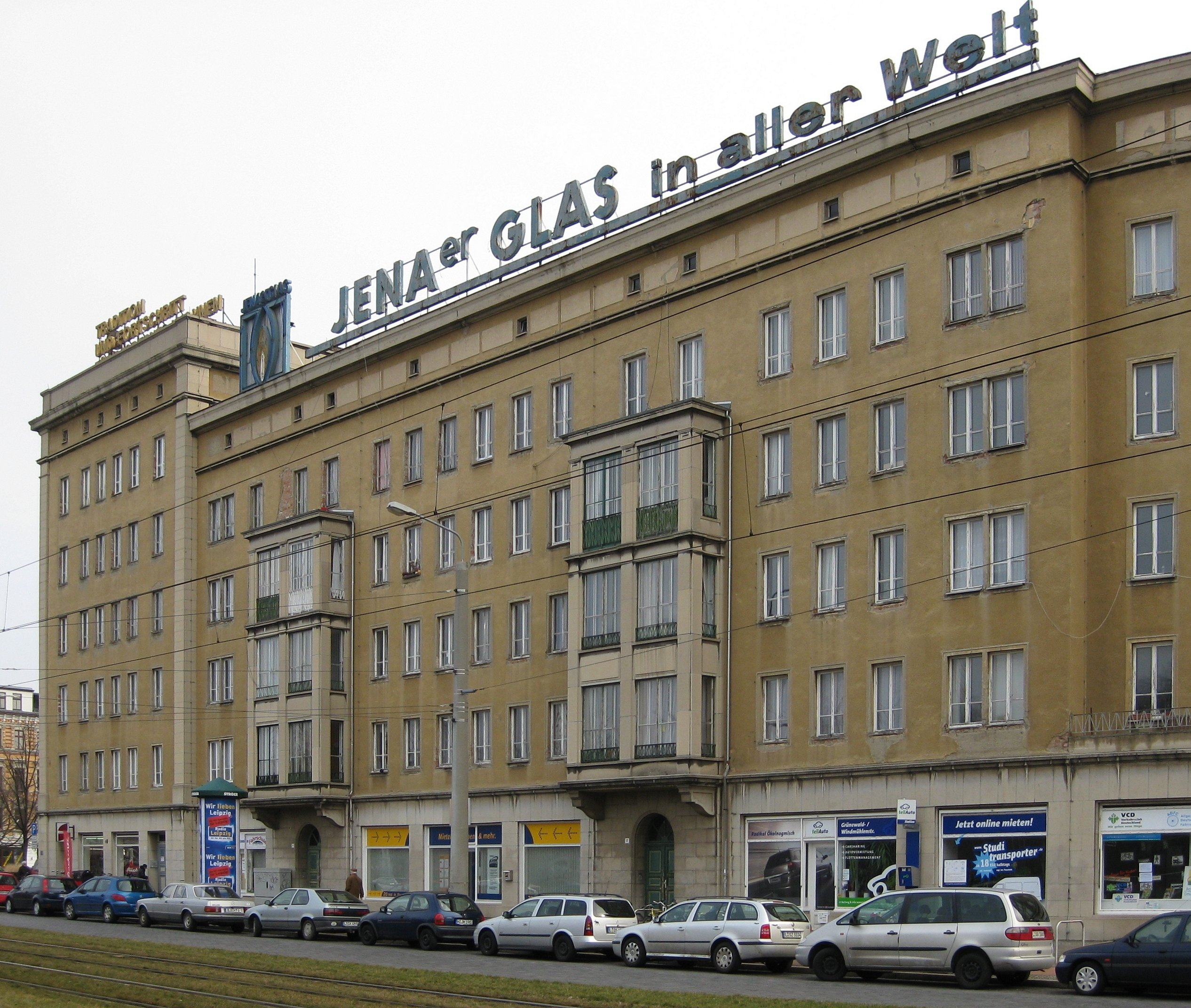
Typische DDR-Werbung, noch 2013 in Leipzig zu sehen
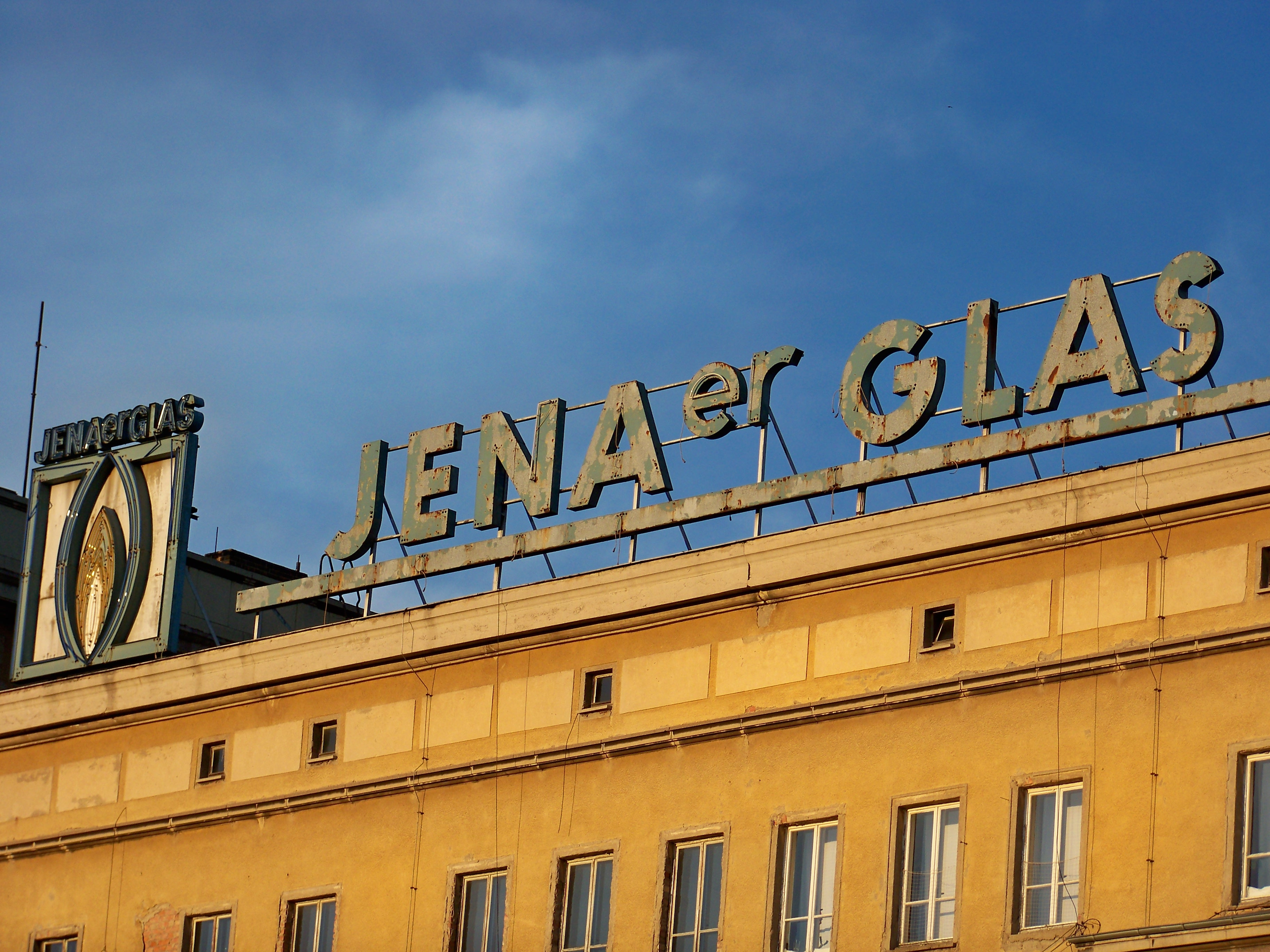
Detail, ebenda
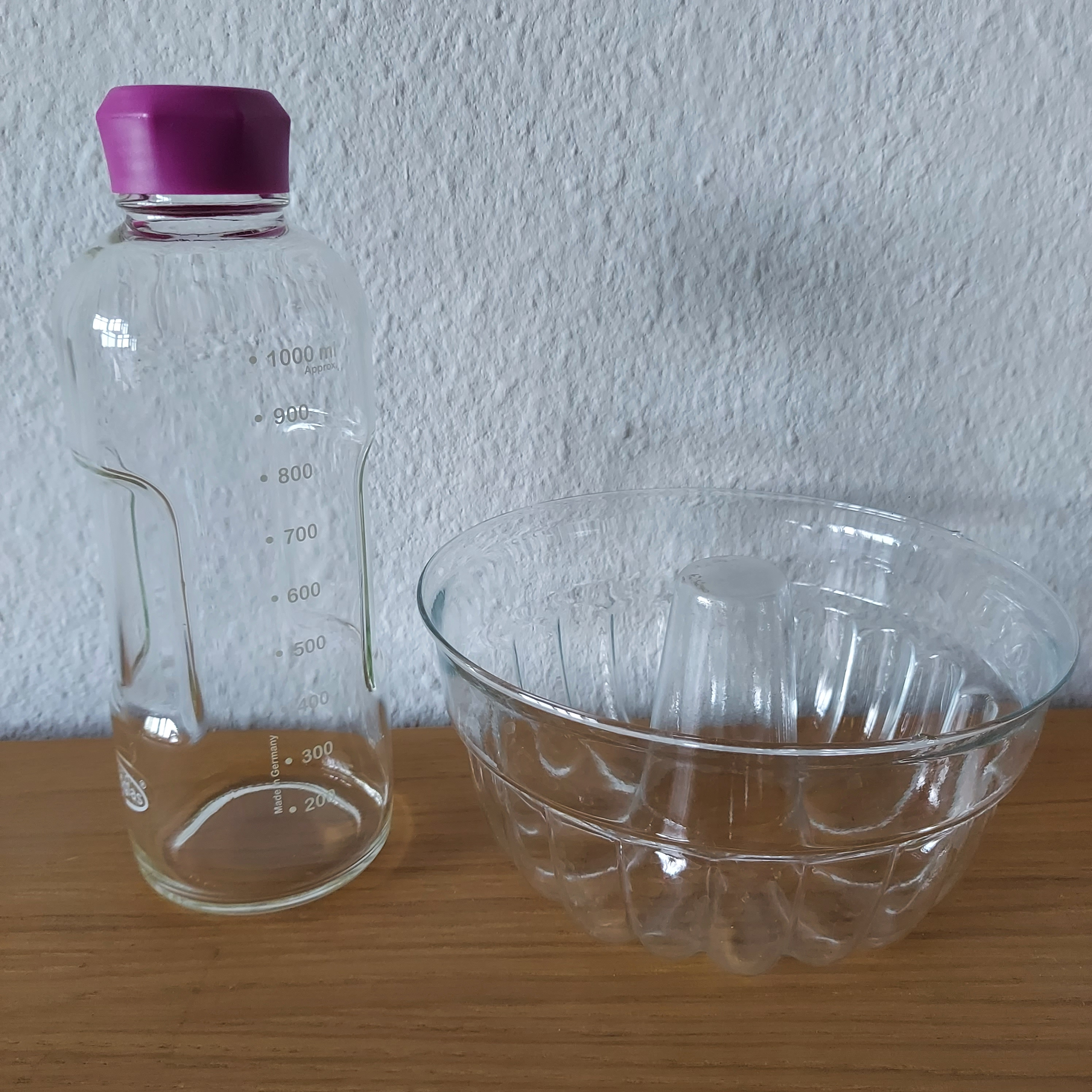
Trinkflasche und Gugelhupfform aus der Trendglas-Kollektion 2023
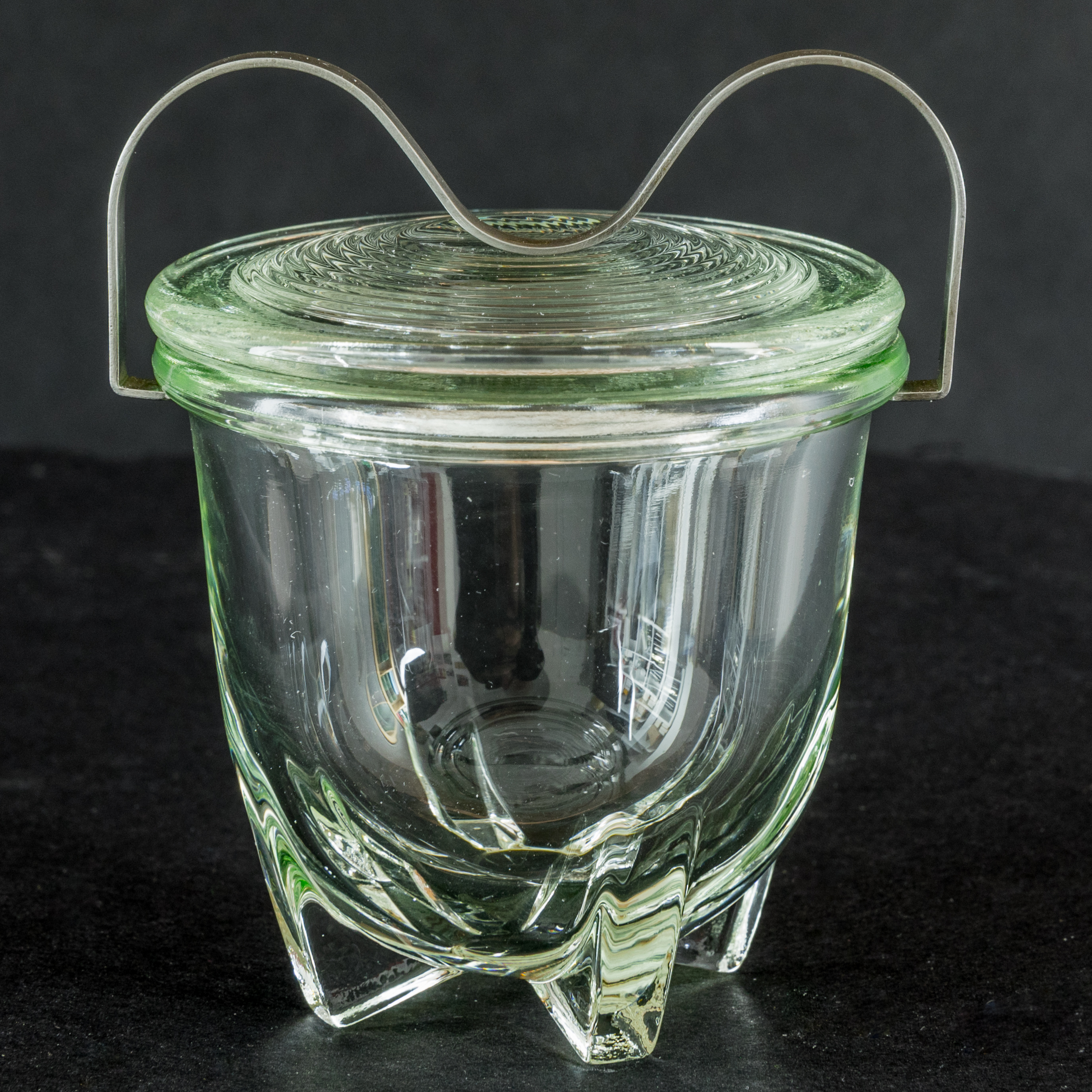
Eierkocher aus Glas